# Olof Rudbeck de Jongere
Olof Rudbeck de Jongere (Uppsala, 15 maart 1660 – aldaar, 23 maart 1740) was een Zweeds wetenschapper in de plantkunde, ornithologie en taalkunde. Hij was hoogleraar aan de Universiteit van Uppsala.

## Biografie
Rudbeck was tweede zoon van Olaus Rudbeck en Vendela Lohrman. Hij kreeg les van zijn vader. Hij studeerde medicijnen aan de Universiteit van Uppsala. In 1686 gaf hij zijn proefschrift De propagatione plantarum uit, waarvoor hij 100 dukaten ontving van Ulrike Eleonora van Zweden. In 1687 maakte hij een uitgebreide reis door Engeland, Nederland en Duitsland om plantkunde te studeren. In 1690 promoveerde hij in Utrecht in de geneeskunde met het proefschrift getiteld De fundamentali plantarum notitia rite acquirenda. 
In 1691 keerde hij weer terug naar Zweden, waar hij een leerstoel bij zijn vader aan de universiteit kreeg. In 1695 maakte hij een reis naar Lapland. Hij publiceerde in 1701 zijn eerste deel van een 12-delige Lapponia illustrata. Het tweede deel kwam er nooit, doordat een groot deel van zijn onderzoek verloren ging bij een brand in Uppsala in 1702. Rudbeck was docent van botanicus Carl Linnaeus (1707-1778), die een plantengeslacht naar hem vernoemde, namelijk Rudbeckia.
In 1719 werd hij geridderd. Hij vestigde zich hierna in Kydingeholm en Brolöfsta. In 1739 kreeg hij de titel Archiater. 
In totaal trouwde hij driemaal: in 1691 met Katarina Goeding, in 1697 met Anna Katarina Schönström en in 1721 met Charlotta Rothenburg.

## Werk (selectie)
- Lapponia illustrata (Uppsala, 1701)
- Ichthyologia biblica (Uppsala, 1705)

- Bibsys: 90113449
- Biblioteca Nacional de España: XX1747111
- Bibliothèque nationale de France: cb12423109n (data)
- Author citation (botany): O.O.Rudbeck
- Catàleg d'autoritats de noms i títols de Catalunya: 981058520182706706
- Stuttgart Database of Scientific Illustrators 1450–1950: 2366
- Gemeinsame Normdatei: 120086263
- International Standard Name Identifier: 0000 0000 8105 828X
- Library of Congress Control Number: n85257682
- Nederlandse Thesaurus van Auteursnamen: 07396798X
- Réseau des bibliothèques de Suisse occidentale: 02-A022945396
- LIBRIS: 198088
- Système universitaire de documentation: 033357250
- Union List of Artist Names: 500335557
- Virtual International Authority File: 27155634
- WorldCat: E39PBJmTpCdV3brJ4V8BCxM9Dq